# BioShock Infinite
BioShock Infinite este un joc video first-person shooter dezvoltat de Irrational Games și publicat de 2K Games. A fost lansat pe 26 martie 2013 pentru Microsoft Windows, PlayStation 3 și Xbox 360. Infinite este al treilea joc din seria BioShock. În anul 1912, detectivul Booker DeWitt pleacă în căutarea lui Elizabeth.

## Vânzări
În prima săptămână de la lansare, BioShock Infinite a fost jocul cel mai bine vândut în clasamentul Steam Top 10 PC Charts. În Statele Unite, BioShock Infinite a fost cel mai bine vândut joc de consolă în martie 2013, cu peste 878.000 de copii vândute; aceste cifre nu includ vânzările digitale, cum ar fi cele prin intermediul platformei "Steam". Take Two a raportat într-un comunicat că au fost vândute 3.700.000 de copii ale jocului la nivel de retail în mai 2013, iar vânzările au depășit 4 milioane până la sfârșitul lunii iulie. Potrivit Take Two, până în mai 2014 s-au vândut peste 6 milioane de copii ale jocului, iar până în anul următor s-au atins 11 milioane de exemplare.